# Les Chansons d'amour
Pour la bande originale, voir Les Chansons d'amour (bande originale). Pour l'album d'Angelo Branduardi, voir Chansons d'amour.
Pour plus de détails, voir Fiche technique et Distribution.
Les Chansons d'amour est un film musical français de Christophe Honoré, sorti en 2007.
Ce film a été projeté en sélection officielle lors du Festival de Cannes 2007. Il a été nommé dans quatre catégories pour les Césars du cinéma 2008 et a remporté le César de la meilleure musique de film.

## Synopsis
Le départ

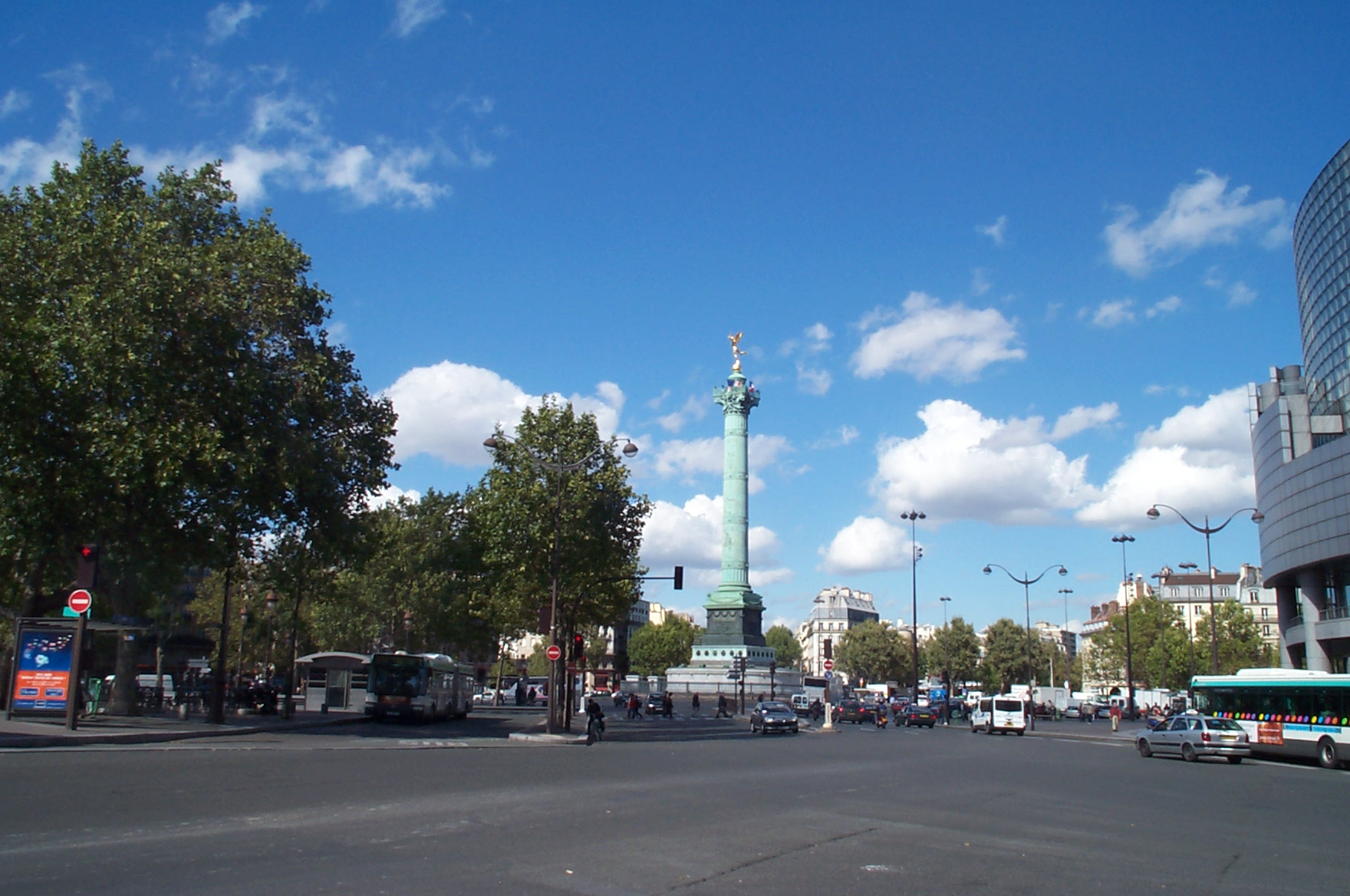
Place de la Bastille.

La première partie comporte cinq chansons. La première chanson, De bonnes raisons, est un duo entre Julie et Ismaël dans les rues du 10e arrondissement de Paris, plus particulièrement le passage de la rue Gustave-Goublier, puis les deux amoureux continuent immédiatement avec Inventaire dans leur appartement du premier étage situé au 45 de la rue du Faubourg-Saint-Martin. Lors du repas de famille chez Julie, elle informe sa sœur que le couple fait ménage à trois avec une collègue de travail d'Ismaël, et interprète La Bastille, pendant laquelle Jeanne raccompagne sa sœur Julie au métro Bastille. Plus tard les deux amoureux et Alice continuent avec Je n'aime que toi sur le boulevard de Strasbourg. Enfin la dernière chanson de cette partie est Brooklyn Bridge, chantée par Alex Beaupain, lorsque les deux compères sont dans la salle de spectacle l'Étoile de la rue du Château-d'Eau.
L'absence
La seconde partie comporte cinq chansons. La première chanson, Delta Charlie Delta, survient juste après Brooklyn Bridge, Ismaël remontant la rue du Château-d'Eau et se dirigeant vers la Porte Saint-Denis. Vient ensuite Il faut se taire duo entre Ismaël et Alice, As-tu déjà aimé est la troisième chanson de cette partie, cette fois-ci c'est un duo entre Ismaël et Erwann se déroulant dans l'appartement d'Erwann et de son frère au 51 rue Louis-Blanc.
Plus tard, Ismaël quitte l'appartement de la famille de Julie ; commence alors la chanson Les Yeux au ciel, durant laquelle le jeune homme longera le boulevard Richard-Lenoir, puis y prendra le métro et descendra à la station Gare de l'Est. Enfin, la dernière chanson La Distance se déroule devant le lieu de travail d'Alice et Ismaël (rue Ambroise-Thomas).
Le retour
Cette dernière partie contient quatre chansons et est centrée sur la relation entre Ismaël et Erwann. La première chanson, Ma mémoire sale, est une scène passionnée entre les deux tourtereaux. La seconde chanson, Au parc, chantée par Jeanne, la sœur de Julie, se déroule dans un parc (nommé en référence à celui de la Pépinière à Nancy... mais la scène a concrètement été tournée au Jardin des plantes). La troisième, Pourquoi viens-tu si tard de Ludivine Sagnier, est tournée au cimetière du Montparnasse et dans les rues longeant celui-ci. La quatrième, J'ai cru entendre, est tournée dans l'appartement et sur le balcon d'Erwann et son frère.

## Fiche technique
- Titre original : Les Chansons d’amour
- Titre international : (en) Love Songs
- Réalisation : Christophe Honoré
- Scénario : Christophe Honoré et Gaël Morel
- Musique originale : Alex Beaupain
- Photographie : Rémy Chevrin
- Montage : Chantal Hymans
- Son : Guillaume Le Bras, Jonathan Masterson
- Décors : Samuel Deshors
- Costumes : Pierre Canitrot
- Production : Paulo Branco pour Alma Films, en association avec Flach Film et la SOFICA Cofinova 4, la participation du Centre national de la cinématographie, de Canal+ et de CinéCinémas
- Distribution : BAC Films
- Pays d'origine :  France
- Langue : français
- Genre : musical, drame et romance
- Format : couleur (CepaduLuxe) - 1,85:1 (Vistavision) - son Dolby numérique - 35 mm
- Durée: 90 minutes
- Dates de sortie :
  - France : 18 mai 2007 (Festival de Cannes) ; 23 mai 2007 (sortie nationale)
  - Belgique : 23 mai 2007
  - Québec : 25 janvier 2008
- Diffusion à la télévision : Arte le 12 mai 2011

## Distribution
- Louis Garrel : Ismaël Bénoliel
- Ludivine Sagnier : Julie Pommeraye
- Clotilde Hesme : Alice
- Grégoire Leprince-Ringuet : Erwann
- Chiara Mastroianni : Jeanne Pommeraye
- Jean-Marie Winling : le père
- Brigitte Roüan : la mère
- Alice Butaud : Jasmine Pommeraye
- Yannick Renier : Gwendal
- Esteban Carvajal Alegria : l’ami d’Erwann
- Annabelle Hettmann : Aude, la serveuse
- Guillaume Clerice : un policier
- Gaël Morel : un spectateur dans la file d’attente du cinéma (caméo, non crédité)

## Production

### Développement
C'est à la suite de Dans Paris que Christophe Honoré a pu « proposer vite un autre projet ». Honoré a demandé à Alex Beaupain, qu'il « connait depuis qu'il a vingt ans », s'il pouvait se servir de ses chansons, dont quatre étaient issues de son album Garçon d'honneur (Au ciel : dans le film Les yeux au ciel, Pourquoi viens-tu si tard ? ; Se taire : dans le film Il faut se taire ; La beauté d'un geste qui, dans le film, se nomme As-tu déjà aimé ?). Ces chansons ont été intégrées « dans un scénario qui racontait une histoire assez douloureuse » qui était commune à Honoré et Beaupain, un travail d'adaptation a été effectué sur les textes, et de nouvelles chansons ont été écrites. Honoré avoue « n'avoir jamais su […] mettre le sentiment (amoureux) au cœur d'une histoire », d'où le fait que « les personnages se mettent à chanter dès qu'ils sont dans un état amoureux », étant dans « l'incapacité de l'exprimer autrement ». L'histoire est construite sur une structure musicale avec des lieux « comme l'appartement des parents » qui revient comme un refrain, explique Honoré, avec « une tonalité changée selon ce qui s'est passé dans le couplet précédent ». Il en va de même pour les personnages secondaires qui « viennent relancer la fiction et d'autres finissent par en être évacués ».

### Choix des interprètes
Chiara Mastroianni est la première actrice à être retenue pour le film. « J'avais envie de travailler avec elle depuis longtemps […], j'ai eu l'impression de trouver mon double féminin », a déclaré Honoré à son sujet. Elle joue le rôle de la sœur de Julie. Puis Ludivine Sagnier, bien qu'à l'époque de la rencontre avec Honoré, celui-ci n'avait toujours pas trouvé son personnage masculin et donc ne pouvait pas vraiment s'engager, elle joue le rôle de Julie. Clotilde Hesme, avec qui Honoré avait déjà travaillé au théâtre, bien avant qu'elle ne soit dans le film Les Amants réguliers de Philippe Garrel dans lequel elle formait un couple avec Louis Garrel, « j'avais envie de la faire jouer sur un registre pétillant » déclara Honoré à propos de Hesme, elle joue le rôle d'Alice. Puis Louis Garrel, pour le rôle d'Ismaël, Honoré a « failli ne pas le prendre », il « croyait qu'il ne savait pas chanter », il avait donc recherché d'autres comédiens. Honoré, au départ, souhaitait prendre un vrai chanteur, il avait pensé à Vincent Delerm. Louis Garrel a alors demandé s'il pouvait lire le scénario, il laissait des messages sur le répondeur d'Honoré : « Tu sais, je chante un peu, moi aussi… », c'est alors qu'Honoré lui a envoyé une chanson de Beaupain en lui proposant de la répéter, puis il l'a chantée en leur demandant de se « retourner pour qu'il puisse chanter sans […] voir (Beaupain et Honoré) », selon Honoré « la peur faisait trembler sa voix, mais […] ça a été une évidence ». Bien qu'au départ Honoré voulait un acteur plus vieux que Garrel pour interpréter le rôle d'Ismaël. Le dernier rôle attribué, Erwann, a été à Grégoire Leprince-Ringuet, Honoré se souvenait de sa voix dans Les Égarés d'André Téchiné, il avait été repéré par Téchiné dans une chorale. Avec le personnage interprété par Leprince-Ringuet, Honoré voulait « représenter un jeune qui ne doute pas de son homosexualité mais qui n'a pas eu d'aventure. Erwann n'est pas tourmenté par sa sexualité mais par des sentiments ».

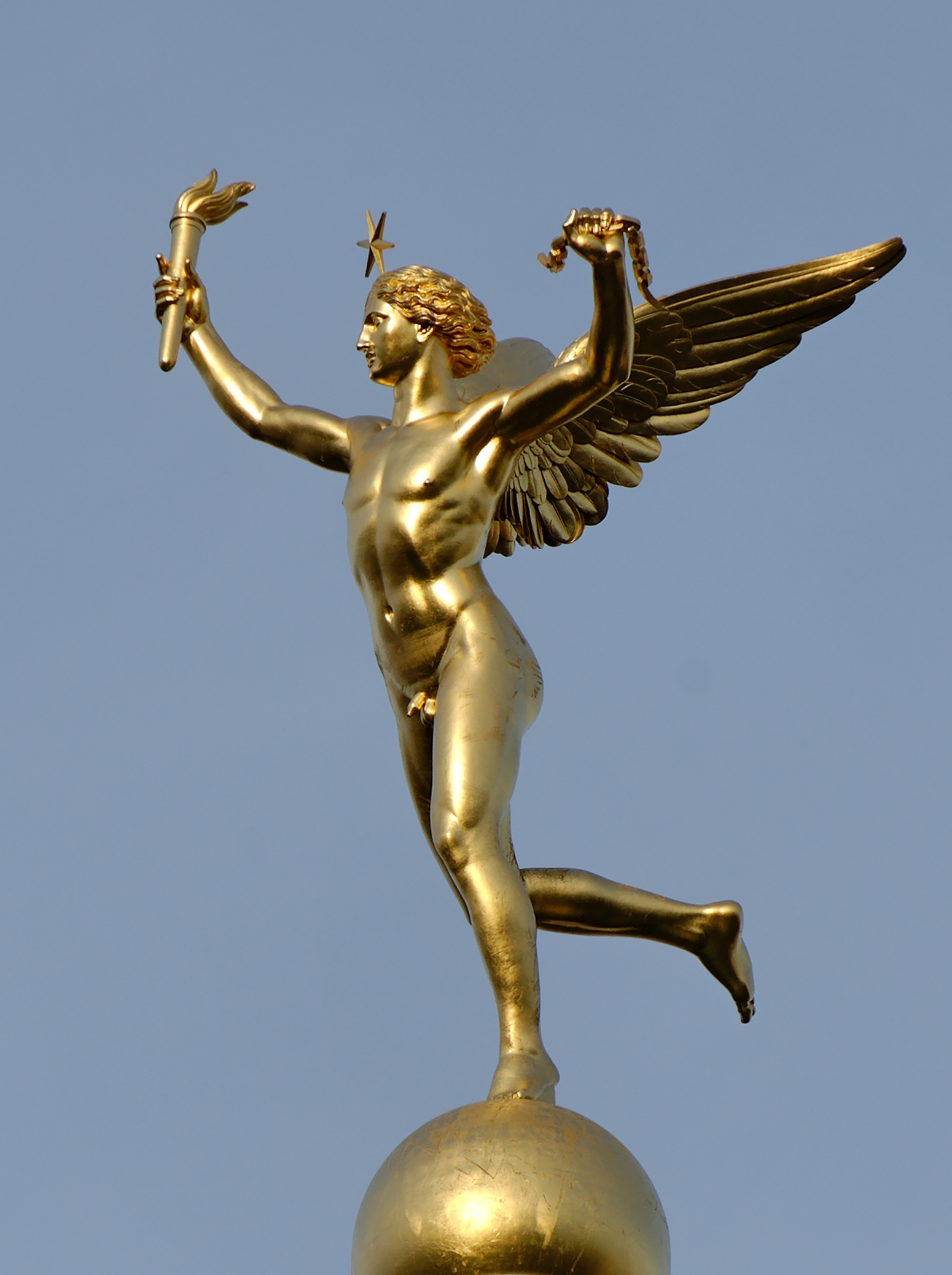
Le Génie de la liberté (de Auguste Dumont) sur la place de la Bastille.

Les premières lectures du scénario se sont déroulées début novembre 2006. Les playbacks, qui étaient nécessaires pour le tournage, ont été enregistrés juste avant Noël 2006, le tournage débutant au mois de janvier 2007.

### Tournage
Honoré ne veut pas faire comme dans son précédent film Dans Paris, montrer un « Paris "musée" » c'est pour cela qu'il choisit de se limiter au 10e arrondissement de Paris. À ce propos pour lui, « le Xe est l'un des rares arrondissements où l'on travaille dehors, avec des gens qui déchargent des camions de livraisons... Il ne s'agissait pas de bloquer des rues pour tourner, je voulais que la vie s'infiltre le plus possible dans les plans, et aussi respecter la géographie des lieux. Je m'étais donné cette contrainte non pas tant pour produire un effet de réel que pour m'empêcher de fantasmer un film. ».
Le tournage du film s'est déroulé en janvier et février 2007, dans le 10e arrondissement de Paris pour les scènes autour du domicile de Julie et Ismaël qui se trouve rue du Faubourg-Saint-Martin. Du nord au sud de l'arrondissement, sont reconnaissables la station de métro La Chapelle, la façade de la gare de Paris-Est, le boulevard de Strasbourg et les rues adjacentes.
Les scènes extérieures à proximité de l'appartement des parents de Julie sont tournées boulevard Richard-Lenoir, près de la place de la Bastille. Le quartier du Montparnasse accueille les scènes au cimetière et celles des rues animées dans lesquelles Ismaël erre au cours d'une séquence.
À proximité des lieux de tournage du 10e arrondissement, dans la rue d'Enghien, se trouvait alors le quartier général de la campagne présidentielle française de 2007 de Nicolas Sarkozy. À la faveur d'une scène de nuit, on voit d'ailleurs Ismaël passer devant le lieu, laissant apercevoir une affiche de campagne de Nicolas Sarkozy, à laquelle le personnage réagit. Une scène du film présente également Alice et Ismaël travaillant un article sur le vol du scooter du fils de Nicolas Sarkozy en janvier 2007.
- L'appartement de Julie et Ismaël est situé au 45, rue du Faubourg-Saint-Martin[3].
- L'appartement d'Erwan est situé au 51, rue Louis-Blanc[4].
- Au début, Julie va au cinéma Le Brady situé au 39, boulevard de Strasbourg.
- Julie, Alice et Ismaël vont écouter un concert aux Étoiles, situé 61, rue du Château-d'Eau[5].

Le tournage a duré deux mois, de janvier à février 2007.

### Bande originale
La bande originale des Chansons d'amour a été composée par Alex Beaupain, réalisée et arrangée par Frédéric Lo et enregistrée par Jonathan “Jonn9000” Masterson au studio Melodium Paris. L'idée et la construction du scénario du film par Christophe Honoré se sont faites autour de quatre titres de l'album Garçon d'honneur de Beaupain, publié en 2005. Alex Beaupain a remporté le César de la meilleure musique écrite pour un film avec cette bande originale.

## Accueil

### Accueil critique
L'hebdomadaire Télérama lui accorde sa note maximale, bravo, « Honoré s'amuse ici à chambouler les codes du cinéma et les combinaisons de la chair […]. L'élan, la pirouette, le ping-pong verbal animent la plupart des chansons du film en dialogues vifs et espiègles à deux ou trois pour des jeux tour à tour galants, cruels, vicieux ou mélancoliques » pour conclure « Voilà un film intemporel et très actuel à la fois, traversé par la mort, mais qui refuse tout ce qui lui est associé, de la peur à la résignation […]. Il compte large. Comme un film populaire ».
Le mensuel Première remarque « la grâce d'un film où chaque personnage possède sa partition », et souligne la « prestation exceptionnelle de Louis Garrel, histrion et matamore fracassé, tête de proue d'un clan de comédiens (...) inspirés ». Les inrocks affirment que « Les Chansons d’amour de Christophe Honoré disent la vérité : ne t’en va pas je t’aime, j’ai besoin de toi, le temps perdu ne se rattrape plus, il nous faut continuer à vivre, je ne peux vivre sans toi, ne me parle plus d’amour, j’ai besoin d’un peu d’amour, aujourd’hui j’ai rencontré l’homme de ma vie… ».
Il en va de même pour Le Nouvel Observateur (Pascal Mérigeau) qui souligne que « le sombre Paris filmé par Honoré possède d'emblée une réalité et une présence que peu de films d'aujourd'hui savent lui offrir », tandis que Les Inrockuptibles (Jean-Baptiste Morain), qui ont toujours défendu le travail d'Honoré en font « Un drame musical enchanteur, un film gai et grave sur l'amour et l'absence. Sublime. ». L'Humanité (Jean Roy) en souligne l'aspect politique : « Tout cela est d'une fraîcheur exquise. Un bel hommage à un cinéma qui n'est plus en même temps qu'un film si contemporain qu'on y voit Sarkozy en affiche », de même que Libération (Gérard Lefort) qui affirme que « Les Chansons d'amour est un film timide et mort de trouille qui n'a peur de rien : ni du roman-photo, ni du cinéroman, ni du cul, ni du cucul. Comme nous », tandis que la rédaction de 20 Minutes souligne comme la plupart des critiques la parenté avec la Nouvelle Vague : « L'hommage à la Nouvelle vague est clairement revendiqué, tant par le vent de liberté qui souffle sur ce film que par l'état d'urgence et l'économie de moyens ».
Le Monde (Thomas Sotinel) rappelle qu'« un film musical n'est pas forcément une comédie musicale. Une demi-heure après le début de la projection [à Cannes] de Chansons d'amour, premier film français présenté en compétition, cette évidence s'est imposée brutalement à la salle. La bluette a tourné au gris, le film de Christophe Honoré a pris de la gravité sans perdre sa grâce et le Festival de Cannes s'est retrouvé avec sur les bras une chose étrange et attachante, qui trotte dans la tête. Comme une chanson d'amour réussie, par exemple. »
La critique des Cahiers du cinéma est nettement plus nuancée (selon les opinions exprimées par le « Conseil des dix », leurs cotations vont de : « à voir à la rigueur », trois fois, à : « chef-d'œuvre », une fois). Celle d'Hervé Aubron finit par conclure que « derrière le dilettantisme surjoué, [il remarque] une mélancolie dont on a l'usage […] Nul cri, nulle crise, les “dimanches de camomille” calfeutrent les appartements à côté d'une Bastille qui n'a rien de révolutionnaire et dont le Génie semble endormi. À la fois brillant et fade, le film-chanson consent à hiberner en sourdine, trouvant dans la dernière réplique la morale de son économie : “Aime-moi moins mais aime-moi longtemps” ».
Plus réservée encore est la revue Positif qui d'emblée met en avant que « ni la mort ni les amours homosexuelles ne suffisent à changer en argument inventif une bluette qui ploie sous les lieux communs » (Positif 557-558, juillet-août 2007).
Si Les Chansons d'amour a reçu un très bon accueil de la presse française lors de sa présentation au Festival de Cannes, en revanche la presse espagnole y a vu un plagiat d'un comédie musicale espagnole, El otro lado de la cama, sortie en Espagne en 2002 et non distribuée en France. Christophe Honoré a répondu qu'il ne connaissait pas le film, lors de la conférence de presse cannoise.

### Box-office
| Semaine du            | France | France  | France  |
| Semaine du            | Place  | Entrées | Cumul   |
| --------------------- | ------ | ------- | ------- |
| 23 au 29 mai 2007     | 5e     | 108 002 | 108 002 |
| 30 mai au 5 juin 2007 | 7e     | 60 117  | 168 179 |
| 6 au 12 juin 2007     | 10e    | 44 089  | 212 268 |
| 13 au 19 juin 2007    | 10e    | 28 068  | 240 336 |
| 20 au 26 juin 2007    | 15e    | 29 749  | 270 085 |
| 27 au 3 juillet 2007  | 17e    | 13 489  | 283 574 |

Le film a engrangé un peu plus de 100 000 $ aux États-Unis en 14 semaines d'exploitation, sur en moyenne trois écrans par semaine, soit à peu près 2 400 $ par copie.

### Interdiction de diffusion en Russie
Peu de temps après l'entrée en vigueur de la loi fédérale russe no 135-ФЗ en octobre 2013, la chaîne de télévision russe EvroKino se fait reprendre à l'ordre pour la diffusion du film par le Roskomnadzor qui en profite pour interdire la diffusion du film dans le pays ,.

## Distinctions
- Sélection officielle au Festival de Cannes 2007
- César de la meilleure musique écrite pour un film en 2008
- Grégoire Leprince-Ringuet a été nommé pour le César du meilleur espoir masculin
- Clotilde Hesme a été nommée pour le César du meilleur espoir féminin
- Swann d'Or du meilleur réalisateur pour Christophe Honoré au festival du film de Cabourg 2007
- Le film a été nommé pour le César du meilleur son
- Film sélectionné au festival "C'est Chic french film festival", Festival du Film Français de Washington DC

## Analyse